# 荻原昌勝
荻原 昌勝（おぎわら まさかつ）は、室町時代後期から戦国時代にかけての武将。甲斐武田氏の家臣。武田氏の侍大将8人のうちの1人とされ、武田二十四将の1人とする異説もある。「昌勝」の名は『武田三代軍記』で、『甲斐国志』所引の荻原家説では「勝政」とされるが、共に史料からは確認されない。

## 略歴
『甲斐国志』では父を荻原備中守としているが、世代が逆である可能性が指摘されている。室は飯富虎昌・山県昌景兄弟の伯母とされるが、この説も世代的な問題点が指摘される。
主君・武田信昌の一字を拝領したと言われている。『甲陽軍鑑』によれば、信虎に弓術を教え、信虎の嫡男・晴信にも弓矢の物語を聞かせたという。信虎が当主となると家老に任じられた。大永元年（1521年）に今川氏が甲斐府中へ侵攻した飯田河原の戦いでは信虎の軍師として出陣し、今川氏撃退の策を練ったという。晩年には信虎の嫡男・晴信の教育にもあたった。
その活躍は『甲陽軍鑑』の記事に拠るが、荻原氏は甲斐国山梨郡荻原の国境秩父口の防備を勤めた一族で、その子孫とされる家が武田信玄に仕え、武田氏の滅亡後の天正10年（1582年）には荻原昌之が徳川家康から荻原本領を安堵され。その家系は後に江戸幕府の旗本となって、関ヶ原の戦いに参陣している。
『甲斐国志』では甲州市塩山小屋敷の恵林寺に「追福の碑」があったと記しており、享年を75、法名を「天真院功厳元忠居士」としている。
なお、江戸幕府5代将軍・徳川綱吉に仕えた財政家・荻原重秀はこの荻原氏の一族である。